# اچ‌ام‌آی‌اس ایندوس (یو۶۷)
اچ‌ام‌آی‌اس ایندوس (یو۶۷) (به انگلیسی: HMIS Indus (U67)) یک کشتی بود که طول آن ۲۹۶ فوت ۴ اینچ (۹۰٫۳۲ متر) بود. این کشتی در سال ۱۹۳۴ ساخته شد.